# 4374 Тадаморі
4374 Тадаморі (4374 Tadamori) — астероїд головного поясу, відкритий 31 січня 1987 року.
Тіссеранів параметр щодо Юпітера — 3,625.
Названо на честь Тадаморі (яп. ただもり(忠盛) тадаморі).